# Vinylsilane
Le vinylsilane est un composé chimique de formule CH2=CHSiH3. Ce dérivé organique du silane se présente sous la forme d'un gaz incolore dont l'intérêt est essentiellement théorique. Ce sont surtout ses dérivés substitués sur l'atome de silicium qui sont utilisés. Les vinylsilanes sont notamment des intermédiaires utiles en synthèse organique. En chimie des polymères et en science des matériaux, le vinyltriméthoxysilane CH2=CHSi(OCH3)3 et le vinyltriéthoxysilane CH2=CHSi(OCH2CH3)3 sont utilisés comme monomères et agents de couplage.
Les vinylsilanes sont souvent préparés par hydrosilylation d'alcynes. Ils peuvent être obtenus en faisant réagir des alcényl-lithium tels que le vinyllithium et des réactifs de Grignard avec des chlorosilanes. La silylation-déshydrogénation est une autre méthode de production des vinylsilanes.